# Ернесто Гејзел
Ернесто Бекман Гејзел (порт. Ernesto Beckmann Geisel; Бенто Гонсалвес, 3. август 1907 — Рио де Жанеиро, 12. септембар 1996) био је бразилски војни вођа и политичар.

## Биографија
Рођен је у граду Бенто Гонсалвес, држава Рио Гранде до Сул. Родитељи су му били немачки протестантски усељеници у Бразил. Имао је брата Орланда, који је заједно са њим касније одиграо велику улогу у бразилској политици.
Рано се прикључио војсци и дипломирао 1925. године као први у класи. Касније је наставио војно образовање. Учествовао је у најважнијим догађајима бразилске историје у 20. веку. Видео је револуцију 1930. године, те успон на власт Жетулија Варгаса који је долазио из исте државе као и он.
Био је начелник оружаних снага кад је избио пуч 1964. године и на власт се попела војна хунта. Брат му је био министар војске у кабинету његовог претходника.
Током оловних година он је ипак био мањи диктатор него његови претходници и његов наследник. Био је уплетен у Операцију Кондор.
Као кандидата странке АРЕНА, војска га је предложила Конгресу, који га је потврдио, јер се тиме давао привид слободних избора. Имао је мандат од 5 година, а заклетву је положио 15. марта 1974. године.
Током 1970-их активност левичара била је гушена и утишавана, а до његовог доласка на власт била је тотално нестала. Он је почео процес зван distensao који је донео неке елементе демократије. Након краја мандата се повукао. Био је генерал са 4 звездице, односно нешто слично чину генерал-пуковника.
Гејзел је умро у Рио де Жанеиру у 88. години живота.